# Family (film, 2001)
Pour les articles homonymes, voir Family.
Série
Family 2
(2001)
Pour plus de détails, voir Fiche technique et Distribution.
Family est un film japonais de yakuza réalisé par Takashi Miike et sorti en 2001. Il est adapté d'un manga de Hisao Maki.

## Synopsis
Le chef d'un clan yakuza, Iwaida Nishikawi, est assassiné par un tueur à gages, Takeshi. La famille de la victime le traque.

## Fiche technique
- Titre : Family
- Réalisation : Takashi Miike
- Scénario : Hisao Maki (manga et adaptation)
- Photographie : Takashi Miike, Hikaru Yasuda
- Musique : Monkey Pirates (Makoto Kubota, Hideki Matsuda, Akira 'Bob' Suganuma, Aki Suzuya)
- Montage : Yasushi Shimamura
- Production :
  - Naoki Abe - producteur
  - Hisao Maki - producteur
  - Tsugio Oikawa - producteur
  - Ogita Yamamoto - producteur
  - Hidehiro Itō - producteur délégué
- Assistant réalisateur : Kazuhito Kubodera
- Sons : Yukiya Satō
- Éclairages: Masaki Miyawaki
- Pays d'origine : Japon
- Langue : japonais

## Distribution
- Ken'ichi Endō
- Kōjirō Hongō
- Kōichi Iwaki : Hideshi Miwa
- Taishu Kase : Takeshi Miwa
- Ryuji Katagiri
- Kazuya Kimura : Takashi Miwa
- Toshiya Nagasawa
- Yōko Natsuki
- Marumi Shiraishi
- Rikiya Yasuoka